# Marx Christoph Besserer von Thalfingen

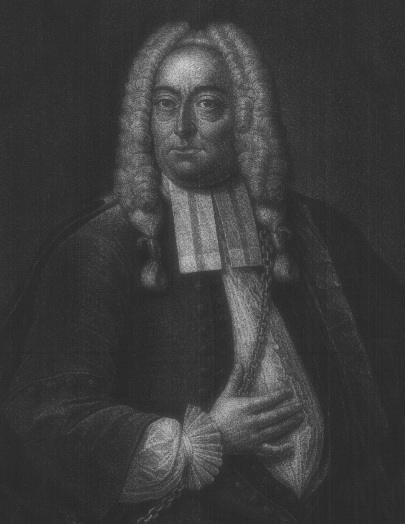
Marx Christoph Besserer

Marx Christoph Besserer von Thalfingen (* 2. Juni 1678 in Rietheim bei Münsingen; † 11. Februar 1738 in Ulm) war ein Erster Bürgermeister von Ulm.

## Leben und Werk
Marx Christoph entstammt der jüngeren Linie des schwäbischen Adelsgeschlechts Besserer von Thalfingen. Der Sohn des Obervogts Marx Conrad von Besserer (1630–1708) war Bürgermeister in Ulm. Er wurde in seinem Amtszimmer durch seinen Amtskollegen Junker Albrecht Harsdörffer erschossen. Harsdörffer wurde für diese Tat zum Tod durch Erschießen verurteilt und am 30. April 1738 hingerichtet.